# Ocenebra
Ocenebra is een geslacht van weekdieren uit de klasse van de Gastropoda (slakken).

## Soorten
- Ocenebra acanthophora (A. Adams, 1863)
- Ocenebra brevirobusta Houart, 2000
- Ocenebra chavesi Houart, 1996
- Ocenebra erinaceus (Linnaeus, 1758)
- Ocenebra inornata (Récluz, 1851)
- Ocenebra juritzi (Barnard, 1969)
- Ocenebra lumaria Yokoyama, 1926